# サウス・タラワ
サウス・タラワ（South Tarawa）は、キリバス共和国の首都。タラワ環礁南部に位置する。キリバス語および英語では、テイナイナノ都市評議会（Teinainano Urban Council、TUC）と呼ばれる。テイナイナノとは、キリバス語で「マストの下」を意味するが、これはタラワ環礁の形状を帆にたとえると、サウス・タラワがその下部に当たることに由来する。
サウス・タラワはタラワ環礁の島々のうち、西のバイリキ島から東のボンリキ島までを市域とする。これらはいくつかの小島に分かれているが、すべて土手道によってつながれている。また、比較的新しい土手道（ジャパニーズ・コーズウェイ）が、サウス・タラワとその西にあるベティオ地区を結んでいる。
サウス・タラワには、キリバス教育大学および南太平洋大学のサウス・タラワ・キャンパスがある。また、ローマ・カトリックの教区ならびに会衆派教会のキリバス・プロテスタント教会もこの地に置かれている。サウス･タラワの中でも、とくに西端のバイリキ島がキリバスの首都とされることがある。これは、バイリキ島に国会、主要行政官庁及び大統領官邸が集中していたからである。現在国会はサウスタラワ内のアンボ島にあり、またベティオやクリスマス島（ライン諸島およびフェニックス諸島省）にも官庁は分散しており、行政の中心はバイリキ、立法機能はアンボ、司法機能はベティオに置かれている。